# 韩强 (1962年)
韩强（1962年1月—），男，中华人民共和国军事人物、政治人物，中国人民解放军少将，曾任中共山西省委常委、中国人民解放军山西省军区司令员。